# Antoinette Gauthier
Antoinette Gauthier (ur. 8 marca 1955) – haitańska lekkoatletka, olimpijka.
Uczestniczka Letnich Igrzysk Olimpijskich 1976 w Montrealu. Wzięła udział wyłącznie w biegu na 100 m kobiet. Odpadła w eliminacjach z wynikiem 13,11 – wśród 39 sprinterek jedynie Rita Hendricks z Wysp Dziewiczych uzyskała słabszy czas. Na igrzyskach w Montrealu wystąpiła również jej siostra bliźniaczka Rose-Marie.
Rekord życiowy w biegu na 100 m – 13,11 (1976).